# Šindži Kagawa
Šindži Kagawa (japonsky 香川 真司; * 17. března 1989 Kóbe) je japonský profesionální fotbalista, který hraje na pozici ofensivního záložníka za belgický klub Sint-Truidense. Je také bývalý japonský fotbalový reprezentant.

## Klubová kariéra
Kagawa začal s profesionálním fotbalem v japonském klubu Cerezo Ósaka, odkud v létě 2010 odešel do německé Borussie Dortmund. O jeho služby projevily zájem také některé z předních španělských klubů – Atlético Madrid a Villarreal CF.

### Borussia Dortmund

#### Sezóna 2010/11
Jeho debut v dresu Borussie nastal v srpnovém pohárovém zápase s třetiligovým SV Wacker Burghausen. Kagawa odehrál bez střídání celé utkání.
První gól za Borussii vstřelil v domácím zápase s Wolfsburgem, který Borussia Dortmund vyhrála 2:0. Kagawa se trefil v 67. minutě po přihrávce Kevina Großkreutze a zvyšoval na 2–0. Hned v následujícím zápase dal ve 20. a 58. minutě další dva góly a velkou měrou se podílel na venkovním vítězství 3:1 na stadionu rivala Schalke 04. V sezóně získal s klubem bundesligový titul.

#### Sezóna 2011/12
Kagawa vstřelil hned na začátku sezóny druhý z celkových tří gólů na hřišti třetiligového celku SV Sandhausen. Jednalo se o 1. kolo národního poháru DFB. Borussia nakonec tento ročník DFB-Pokalu vyhrála, když ve finále porazila Bayern Mnichov 5:2. Kagawa vstřelil ve finále ve třetí minutě úvodní gól zápasu. Celkem se v německém poháru střelecky prosadil třikrát. V Bundeslize Borussia obhájila titul.

### Manchester United
Dne 22. června 2012 podepsal smlouvu na 4 roky s Manchesterem United. Přestupová částka činila 15 mil. eur.
2. března 2013 se třemi góly podílel na výhře Manchesteru United 4:0 proti Norwichi. Stal se tak prvním asijským hráčem, který vstřelil v Premier League hattrick. Ve 34. kole Premier League 20. dubna 2013 porazil Manchester United Aston Villu 3:0, Kagawa mohl v předstihu slavit se spoluhráči ligový titul (dvacátý v historii klubu). 19. května 2013 v posledním ligovém kole Premier League 2012/13 se podílel jedním gólem na divoké remíze 5:5 v zápase proti West Bromwichi (po němž se mj. rozloučil s trenérskou kariérou sir Alex Ferguson). Manchester měl účast v Lize mistrů 2013/14 zajištěnu již dříve, v ročníku získal celkem 89 bodů.

### Borussia Dortmund (návrat)
31. srpna 2014 v poslední den letního přestupového okna se dohodl jeho návrat do Dortmundu.

### Besiktas Istanbul (hostování)
Pro malou zápasovou vytíženost zamířil na konci ledna 2019 na půlroční hostování do Turecka, do Besiktase Istanbul.

### Real Zaragoza
Mezi roky 2019 a 2020 působil v klubu Real Zaragoza ve druhé španělské lize.

### PAOK
V lednu 2021 zamířil do řeckého klubu PAOK Soluň. Poté co v nové sezóně od září nenastoupil, se v prosinci s klubem dohodl na rozvázání smlouvy, čímž se stal volným hráčem.

## Reprezentační kariéra
Kagawa byl součástí reprezentace Japonska do 20 let, které v roce 2007 dosáhlo mistrovství světa pořádané Kanadou. Poprvé nastoupil ke třetímu zápasu ve skupinové fázi s Nigérií, které skončilo remízou 0–0. Hrál obránce v základní sestavě a byl vystřídán v 78. minutě spoluhráčem Jósukem Kašiwagim. Druhým a zároveň posledním utkáním pro Kagawu i celou reprezentaci bylo osmifinálové klání s Českou republikou. Kagawa začínal na lavičce a do zápasu vkročil až ve 110. minutě, jelikož po základní hrací době byl stav nerozhodně 2–2 a prodlužovalo se. Ani v prodloužení gól nepadl a rozhodovaly penalty. Úspěšnější byl český tým a Japonci opustili turnaj.
Za seniorskou reprezentaci Japonska Kagawa poprvé nastoupil 24. května 2008. Jednalo se o vítězné přátelské utkání s Pobřeží slonoviny na domácí půdě a Kagawa vstoupil do hry v 75. minutě, když střídal svého zkušeného kolegu Daisuke Macuiho.
Kagawa se účastnil Letních olympijských her 2008 v čínském Pekingu, kde Japonci vypadli již v základní skupině po třech porážkách. V prvních dvou utkáních hrál v základní sestavě a koncem zápasu byl vystřídán a ve třetím zápase s Nizozemskem byl náhradníkem a do hry zasáhnul až deset minut před koncem.
O dva roky později nakonec nebyl trenérem Takešim Okadou nominován do sestavy Japonska pro Mistrovství světa 2010 konané v Jihoafrické republice. Nastoupil v zářijovém přátelském duelu s Paraguayí a svým jediným gólem v 65. minutě rozhodl o vítězství Japonska a pomstil tak soupeři porážku Japonska v osmifinále mistrovství světa 2010, kde ovšem Kagawa nebyl.
V lednu 2011 se zúčastnil Asijského poháru 2011 v Kataru, který Japonsko vyhrálo. Kagawa na turnaji odehrál pět ze šesti možných utkání, vstřelil dva góly a ke dvěma přímo asistoval. Oba góly vstřelil ve čtvrtfinálovém zápase s domácím Katarem, který skončil 3–2 pro Japonsko. Trefil se ve 28. a 70. minutě a vždy tak srovnal stav. V 90. minutě asistoval k vítězné japonské brance Masahika Inohy. Stal se mužem zápasu podle fanoušků. V semifinále proti Jižní Koreji se zranil a mohl jen sledovat vítězství Japonska ve finále s Austrálií.
V přátelském zápase s Jižní Koreou dne 10. srpna 2011 se opět ukázal v dobrém světle a dvěma góly zařídil společně s Keisukem Hondou konečné vítězství 3–0.

## Statistiky
| Japonsko | Japonsko | Japonsko |
| Roky     | Záp.     | Góly     |
| -------- | -------- | -------- |
| 2008     | 6        | 1        |
| 2009     | 4        | 1        |
| 2010     | 7        | 1        |
| 2011     | 11       | 6        |
| 2012     | 9        | 3        |
| 2013     | 16       | 4        |
| 2014     | 10       | 3        |
| 2015     | 14       | 4        |
| 2016     | 7        | 4        |
| 2017     | 5        | 2        |
| 2018     | 6        | 2        |
| 2019     | 2        | 0        |
| Celkem   | 97       | 31       |

## Úspěchy
Zdroj:

### Klubové
Borussia Dortmund
- Německá Bundesliga – 1. místo (2010/11, 2011/12)
- DFB-Pokal – 1. místo (2011/12)[8]

Manchester United
- Premier League – 1. místo (2012/13)

### Reprezentační
Japonsko
- Asijský pohár – 1. místo (2007)

### Individuální
- Nejlepší střelec druhé nejvyšší japonské J. League Division 2 v sezóně 2008/09 (27 gólů)
- Nejlepší jedenáctka podle ESM – 2011/12[29]